# Зерталь, Адам
А́дам Зерта́ль (Зарталь), фамилия при рождении — Зильберталь (Adam Zertal; 3 декабря 1936, Хадера — 18 октября 2015) — израильский археолог, профессор Хайфского университета. Прославился раскопками на горе Эйваль, в ходе которых он обнаружил жертвенник, датируемый концом XIII века до н. э., и отождествил его с описанным в Торе жертвенником Иехошуа Бин-Нуна (Иисуса Навина).

## Биография
Вырос в кибуце Эйн-Шемер, сын общественного деятеля и литературного критика Моше Зерталя (Зильберталя). В 1964—1969 гг. изучал экономику и сельское хозяйство. Был экономическим директором кибуца Эйн-Шемер. В 1969—1972 гг. возглавлял израильскую миссию в Центрально-африканской республике и Руанде. Занимался там сельским хозяйством, экономическим развитием и образованием в этих странах.
В 1973 г. начал изучать археологию в Тель-Авивском университете. После тяжелейшего ранения на войне Судного дня провёл 12 месяцев в больнице Хадасса, но продолжал учиться. Провёл около года в госпитале и до конца жизни мог ходить лишь с помощью костылей. По его собственному признанию, именно в этот период он заинтересовался археологией, ставшей в итоге его призванием. После окончания лечения, несмотря на инвалидность, вернулся в университет. В 1977 г. работал в археологической экспедиции на объекте Тель-Лахиш в Израиле начальником участка Ворота-W.

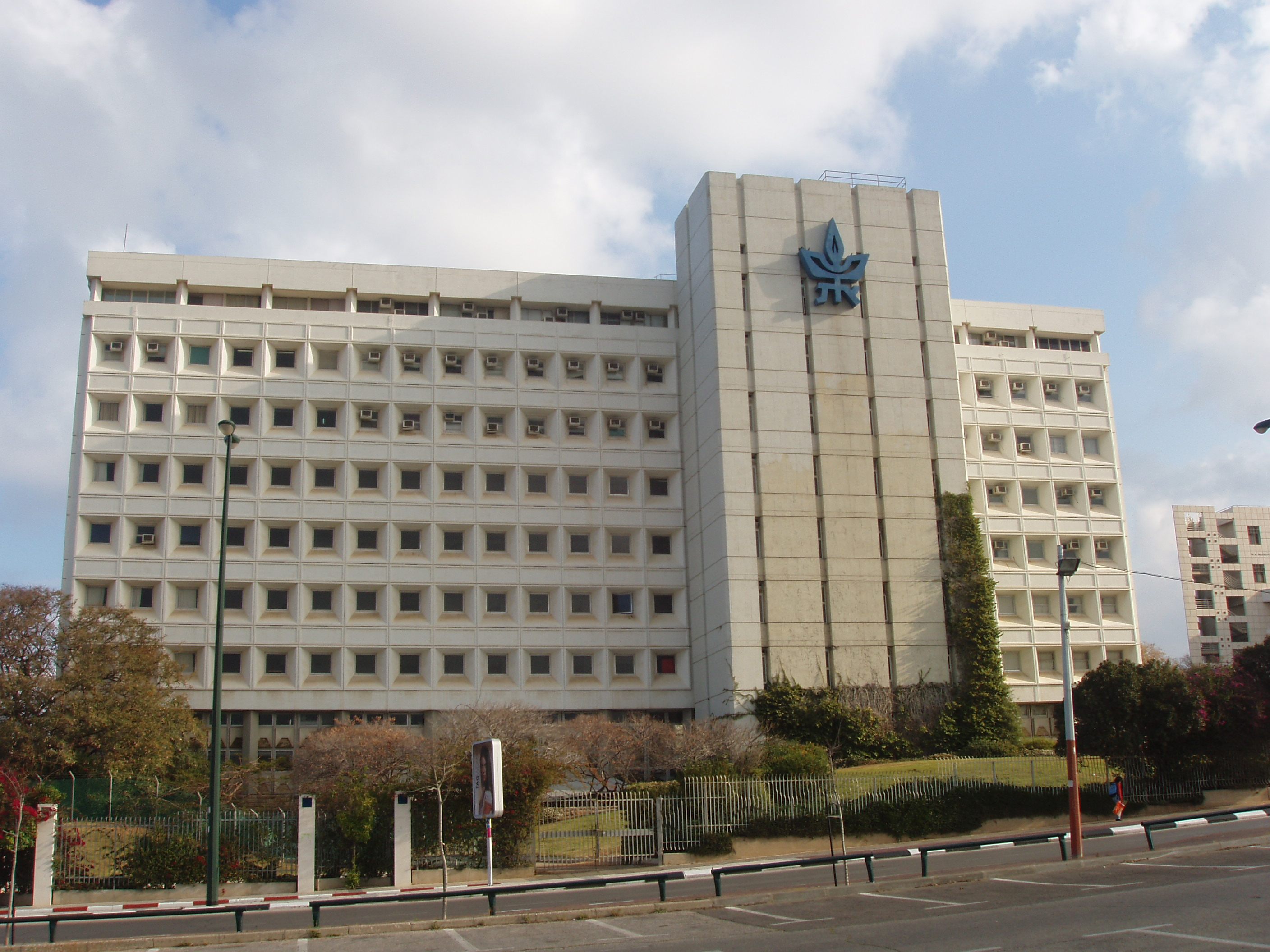
Здание Тель-Авивского университета

В 1978 г. получил степень бакалавра (BA) по археологии в Тель-Авивском университете с отличием. Параллельно с продолжением учёбы начал раскопки в северной Самарии в Стране холмов Менаше. В 1982 г., после защиты дипломной работы «Арубот, Хефер и третий округ Соломона» в Тель-Авивском университете, ему была присвоена степень магистра (MA).
В 1988 г. защитил докторскую диссертацию (Ph.D.) в Тель-Авивском университете по теме «Израильское поселение в Стране холмов Менаше».
Умер 18 октября 2015 г., похоронен на кладбище кибуца Эйн-Шемер.

## Научная деятельность
- 1980—1984 — открытие и раскопки поселения железного века и римского времени Кх эль-Хамам (Арубот-Нарбата). Обнаружил следы римской осады города.
- 1982—1990 — продолжил раскопки. Открыл и раскопал курган и алтарь XII века до н. э. на горе Эйваль.
- 1984 — опубликовал первую книгу по результатам раскопок.
- 1988 — раскопки халколитического поселения в Айн-Хилу, Иорданская долина.
- 1992 — опубликовал первый том официального отчёта о результатах раскопок в уделе Менаше.
- 1993—1998 Открытие и раскопки укреплённого поселения Аль-Ахват — предположительно, крепости народов моря — в Шардане.
- 1996 — опубликовал второй том официального отчёта.
- 1983—1999 — штатный сотрудник отдела археологии Хайфского университета.
- 1996—1999 — заведующий отделом археологии Хайфского университета.
- 2005—2009 — раскопки первого укреплённого лагеря евреев в Земле Обетованной Гильгаль-Йерихо в долине Иордана.
- 2009 — исследования поселения эпохи Второго храма в долине Иордана.
- 2010—2013 — исследование городища раннего железного века Аль-Ахват, определяемого как «Харошет ха-Гоим» из ТАНАХа.

С 2013 г. преподавал в Академическом колледже Иорданской долины и в институте «Авшалом».
Результаты открытий профессора Зерталя добавляют данные в изучение библейского периода еврейской истории. Они заставляют относиться к ТАНАХу как к полноценному историческому источнику и ослабляют позиции «новой школы» в библейской археологии.
Раскопанный профессором Зерталем алтарь идентифицирован как жертвенник Иехошуа бин Нуна, упомянутый в ТАНАХе. Идентификация основана на современных методах датировки, остатках керамики и видовой принадлежности костей животных, найденных в этом месте (быков, овец, коз и одомашненных ланей — и полное отсутствие костей свиней), хорошо привязываемой к хозяйству евреев раннего железного века.
Несмотря на все эти факты, виднейшие израильские археологи скептически отреагировали на возможность увязки найденного объекта с еврейским завоеванием Ханаана. В адрес Адама Зерталя прозвучало обвинение в том, что его работа движима политическими мотивами: сочувствием к поселенческой деятельности за «зеленой чертой».
Зерталь, уроженец кибуца Эйн-Шемер, принадлежащего к левому идеологическому движению «Ха-шомер ха-цаир», был потрясен этими обвинениями и ещё больше — молчанием после того, как первые отклики на самарийскую сенсацию утихли.

«По следам моей первой публикации состоялось несколько диспутов, — рассказывает он. — Затем я опубликовал подробный отчет о результатах произведенной археологической разведки и конкретно о жертвеннике на горе Эйваль, после чего в академическом мире установилась ровная тишина».

Лишь после 2005 года интерес мировой науки заставил принять результаты исследований на горе Эйваль.
Лагерь Скинии Завета — «Нога»
В 2009 г. профессор Зерталь раскапывал древнюю укреплённую стоянку в долине реки Иордан начала железного века (XIII—XII вв. до н. э.). Она оказалась одним из первых следов присутствия евреев в Стране Израиля. План укрепления имел форму следа ноги. Считается, что это было знаком, заявляющим право собственности народа Израиля на Ханаан.
Укрепление отождествляется с объектом, названным в ТАНАХе «Гильгаль» — лагерь, где собирали военный отряд и проводили ритуалы перед войной. С 1990 по 2008 год профессор Зерталь совместно с доктором Бен-Йосефом раскопал пять таких объектов в уделе Менаше, все в форме человеческой ступни. Это первые археологические объяснения термина «Гильгаль».
Исследования показали, что стены вокруг огороженного участка простояли до IX—VIII в. до н. э. Около них найдены остатки деревянных помостов, которые использовались для ритуалов. Также стал более понятен смысл слова «регель», которое в иврите обозначает и ногу, и праздник. Профессор Зерталь подчеркнул, что «нога», имеющая большое значение как символ принадлежности территории, контроля над врагом, связи между людьми и землей и присутствия божества. Очевидно, именно такую форму имели в плане укреплённые лагеря, в которых стояла Скиния Завета.
Понятие «алия ле-регель» («праздничное паломничество») в иврите значит буквально «подъём на ногу» (в Иерусалимский Храм действительно все поднимались из окружающей местности). Теперь стало понятно, при чём тут нога. В ногообразный лагерь на склоне горы, где стояла Скиния Завета, все поднимались из долины Иордана. После постройки Храма укоренившаяся языковая форма была перенесена на него. Наличие нескольких таких лагерей стандартной конструкции и описание этих объектов в ТАНАХе свидетельствуют о том, что народ Израиля в период завоевания Ханаана был организован и имел центральное руководство.
Харошет Ха-Гоим
В начале 2000-х гг. профессор Зерталь начал публикацию результатов раскопок объекта Аль-Ахвата на севере Израиля, которыми он руководил. Раскопки продолжаются до сих пор с участием археологов из университета Кальяри, Сардиния (Италия).
Обработка материалов позволила утверждать, что раскопанный древний город — это «Харошет ха-Гоим», упомянутый в Книге Судей, в рассказе про битву евреев (под командой Варака) с войском царя Иавина, которым командовал полководец Сисара. Получены данные о технологии металлургии и строительства боевых колесниц в XII веке до н. э. Следы пожара свидетельствуют о том, что город был захвачен и уничтожен в ходе войны.

## Научные труды
- The Plain of the Wilderness, Short Stories (Hebrew) (1969)
- Translated into Hebrew «The Years» by Virginia Wolff (1974)
- Arubboth, Hepher and the Third Solomonic District, An essay in the Historical Geography of the Bible, Tel Aviv (1984)
- The Israelite Settlement in the Hill-Country of Manasseh, Haifa (1988)
- The Survey of the Hill Country of Manasseh vol. 1 — The Syncline of Shechem, 617 pages and 400 figures, Tel Aviv and Haifa (1992)
- The Survey of the Hill Country of Manasseh vol. 2 — The Eastern Valleys and the Fringes of the Desert, 808 pages and 568 figures, Tel Aviv and Haifa (1996)
- El-Ahwat, A Fortified Site of the Sea-Peoples Near Nahal 'Iron, Israel — A Preliminary Report of the Excavations 1993—1995, Haifa (1996).
- The Survey of the Hill Country of Manasseh vol. 3 — From Nahal 'Iron to Nahal Shechem, Tel Aviv and Haifa (1999).